# Mike Elizondo
Pour les articles homonymes, voir Elizondo.
Mickael « Mike » Elizondo, est un bassiste et producteur américain né le 22 octobre 1972 à Los Angeles.

## Carrière musicale
Il a collaboré avec le producteur Dr. Dre. Avec lui il a coproduit des tubes comme The Real Slim Shady, Encore/Curtains Down pour Eminem, In Da Club pour 50 cent, How We Do de The Game ou encore Family Affair de Mary J Blige. En 2005, il co-produit l'album Extraordinary Machine de la chanteuse Fiona Apple. Il a aussi été impliqué dans les albums de Nelly Furtado et de Pink. 
Il fait également partie d'un groupe de Rock Expérimental appelé Strip Search. Il a aussi produit la chanson Wunderkind pour Alanis Morissette, nommée aux Golden Globe Award dans la catégorie « meilleure chanson de l'année ».
Plus récemment[Quand ?], il a produit pour Maroon 5.
En 2008, il a été nommé producteur de l'année aux Grammy Award.
Il collabore en 2009 avec le chanteur originaire de brookline, Eli Paperboy Reed, sur son nouvel album intitulé "Come on and get it".
Il a également produit le 5e album du groupe de metal californien Avenged Sevenfold "Nightmare" ainsi que leur 6e album  "Hail to the King" et le single Dig Down sur Simulation Theory, le 8e album du groupe Muse en 2018.
En 2021, il est à la production du 3e album du groupe de crossover hardcore américain Turnstile, originaire de Baltimore et intitulé GLOW ON.